# Randy Nteka
Randy Nteka (ur. 6 grudnia 1997 w Paryżu) – francuski piłkarz występujący na pozycji środkowego pomocnika w hiszpańskim klubie Elche CF.

## Kariera klubowa

### Betis San Isidro
W 2016 roku przeszedł do drużyny Betis San Isidro.

### CF Fuenlabrada
W 2017 roku podpisał kontrakt z klubem CF Fuenlabrada. Zadebiutował 7 stycznia 2018 w meczu Segunda División B przeciwko Deportivo Fabril (1:2), w którym zdobył swoją pierwszą bramkę. 22 czerwca 2018 podpisał z klubem nowy kontrakt ważny do 2021 roku. W sezonie 2018/19 jego zespół zajął pierwsze miejsce w tabeli i awansował do wyższej ligi. W Segunda División zadebiutował 17 sierpnia 2019 w meczu przeciwko Elche CF (0:2). Pierwszą bramkę w lidze zdobył 13 października 2019 w meczu przeciwko CD Mirandés (2:1).

## Statystyki

### Klubowe
(aktualne na dzień 29 czerwca 2021)
| Klub               | Sezon              | Liga               | Liga  | Liga   | Puchar kraju | Puchar kraju | Suma  | Suma   |
| Klub               | Sezon              | Liga               | Mecze | Bramki | Mecze        | Bramki       | Mecze | Bramki |
| ------------------ | ------------------ | ------------------ | ----- | ------ | ------------ | ------------ | ----- | ------ |
| CF Fuenlabrada     | 2017/18            | Segunda División B | 21    | 3      | 0            | 0            | 21    | 3      |
| CF Fuenlabrada     | 2018/19            | Segunda División B | 38    | 8      | 2            | 1            | 40    | 9      |
| CF Fuenlabrada     | 2019/20            | Segunda División   | 38    | 4      | 2            | 0            | 40    | 4      |
| CF Fuenlabrada     | 2020/21            | Segunda División   | 38    | 8      | 2            | 0            | 40    | 8      |
| CF Fuenlabrada     | Ogólnie            | Ogólnie            | 135   | 23     | 6            | 1            | 141   | 24     |
| Ogólnie w karierze | Ogólnie w karierze | Ogólnie w karierze | 135   | 23     | 6            | 1            | 141   | 24     |

## Sukcesy

### CF Fuenlabrada
- Mistrzostwo Segunda División B (1×): 2018/2019